# Dear Mama
«Dear Mama» es el primer sencillo del tercer álbum de 2Pac Me Against the World. La canción fue producida por Tony Pizarro y escrita por 2Pac en dedicatoria a su madre Afeni Shakur.
El sencillo fue el más exitoso de todos los lanzados del álbum. La canción está considerada por los críticos, aficionados y puristas como una de las mejores canciones de rap de todos los tiempos, y una de las mejores canciones de 2Pac en particular, siendo escogida en el puesto #4 en la lista de las 100 mejores canciones de rap de About.com. "Dear Mama" fue nominado al Grammy por mejor actuación de rap en solitario.

## Éxito crítico y comercial
La canción lideró la lista Hot Rap Singles de Billboard durante cinco semanas, la R&B/Hip-Hop Songs durante una semana, y alcanzó el puesto #9 en la Hot 100. También se situó en lo más alto en la lista Hot Dance Music Maxi-Singles durante cuatro semanas. El sencillo fue certificado platino por la RIAA el 13 de julio de 1995.
Es considerado por muchos como la canción más emocional y más respetada de 2Pac, y es elogiada por muchos artistas (Eminem la menciona como su canción favorita), incluso por muchos artistas que no están en el mundo del rap. En 1998, la canción fue incluida en el álbum Greatest Hits. El remix oficial está producido por Nitty y cuenta con la colaboración del cantante de R&B Anthony Hamilton en el álbum Best of 2Pac de 2007.
Snoop Dogg dijo en una entrevista que esta canción fue un lado introspectivo de 2Pac, que le hacía diferente a otros raperos, porque "entró dentro", mientras que otros raperos no lo hicieron.
La canción aparece en la serie de la FOX New York Undercover.

## Video musical
El video musical de "Dear Mama" fue dirigido por Calvin Caday mientras que 2Pac cumplía condena en prisión, por lo que se tuvo que utilizar un doble de Tupac para ciertos momentos en el video. Afeni Shakur apareció en el video, hojeando las páginas de un álbum fotográfico con imágenes de un joven Tupac. El video también muestra fragmentos de los artículos relativos al Partido Pantera Negra, aludiendo a su pasado como miembro de esta organización política.

## Lista de canciones
12", Casete, CD, Maxi
1. «Dear Mama» (LP Versión) — 4:41
2. «Dear Mama» (Instrumental) — 5:21
3. «Bury Me a G» — 4:59
4. «Dear Mama» (Moe Z. Mix) — 5:09
5. «Dear Mama» (Instrumental Moe Z. Mix) — 5:09
6. «Old School» (LP Versión) — 4:59

## Créditos y personal
- Coros: "Sweet Franklin," Reggie Green
- Coproductores: DF Master Tee, Moses
- Ingeniería de audio: Tony Pizarro
- Ingeniería de mezcla: Paul Arnold, Jeff Griffin
- Productor: Tony Pizarro
- Voces: 2Pac

## Posiciones
| \| Lista (1995)[6] \| Posición más alta \| \| ----------------------------------------------- \| ----------------- \| \| U.S. Billboard Hot 100 \| 9 \| \| U.S. Billboard Hot R&B/Hip-Hop Singles & Tracks \| 3 \| \| U.S. Billboard Hot Rap Singles \| 1 \| \| UK Singles Chart \| 27 \| |                   |
| Lista (1995) | Posición más alta |
| U.S. Billboard Hot 100 | 9                 |
| U.S. Billboard Hot R&B/Hip-Hop Singles & Tracks | 3                 |
| U.S. Billboard Hot Rap Singles | 1                 |
| UK Singles Chart | 27                |